# President (narrowboat)
Le President est un  bateau à vapeur de type narrowboat de 1909 opérant sur les voies fluviales britanniques. En 1983, il a été acheté par le Black Country Living Museum de Dudley. Ce bâtiment est inscrit au registre du National Historic Ships et il est aussi l'un des nombreux bateaux de la National Historic Fleet.

## Histoire
President a été construit en 1909 par et pour Fellows Morton and Clayton (en) (FMC) de Saltley dans Birmingham. Sa coque est en fer forgé riveté. En 1925, la chaudière et le moteur à vapeur Ruston, Proctor and Company (en) de lincoln a été remplacé par un moteur Bolinder-Munktell à essence de 15 cv.

Ernest Thomas, directeur de FMC, a acquis le bateau en 1946. Il a été revendu à George et Matthews of Wolverhampton en 1948. Cette année-là, les canaux du Royaume-Uni ont été nationalisés et President a terminé sa carrière dans le cadre de la British Waterways dans la flotte de maintenance du canal de Trent et Mersey, celui de Macclesfield et   Shopshire Union à partir de Northwich.

## Préservation
President a été acheté par Nicholas Bostock et Malcolm Braine en 1973, comme coque abandonnée. Ils ont restauré la coque et construit une réplique de la cabine et de la salle de chaudière. Une chaudière Scotch semblable à celle initialement utilisée. Le bateau a été remis en service en 1978.

## Black Country Living Museum
President a été acheté par le Black Country Living Museum (en) en Janvier 1983. La chaudière a été remplacée par une Cochran dryback. Une refonte majeure a été faite entre 2001 et 2003, y compris la mise à disposition d'un nouveau moteur à vapeur, de la tuyauterie et de la cabine, ainsi que des réparations majeures de la coque.
Président désormais fonctionne normalement avec un autre narrowboat, le Kildare.
Le 3 juin 2012, President a participé à la célébration du Jubilé de diamant d'Élisabeth II sur la Tamise à Londres, représentant le Lord-Lieutenant of Staffordshire, après avoir passé trois semaines faire le voyage de Etruria Industrial Museum (en) à Stoke-on-Trent, à une vitesse moyenne de 5 km/h.